# Couesmes-Vaucé
Couesmes-Vaucé és un municipi francès situat al departament de Mayenne i a la regió de País del Loira. L'any 2007 tenia 384 habitants.

## Demografia

### Població
El 2007 la població de fet de Couesmes-Vaucé era de 384 persones. Hi havia 174 famílies de les quals 52 eren unipersonals (28 homes vivint sols i 24 dones vivint soles), 63 parelles sense fills, 51 parelles amb fills i 8 famílies monoparentals amb fills.
La població ha evolucionat segons el següent gràfic:
Habitants censats

### Habitatges
El 2007 hi havia 300 habitatges, 174 eren l'habitatge principal de la família, 106 eren segones residències i 20 estaven desocupats. 295 eren cases i 2 eren apartaments. Dels 174 habitatges principals, 138 estaven ocupats pels seus propietaris, 32 estaven llogats i ocupats pels llogaters i 5 estaven cedits a títol gratuït; 1 tenia una cambra, 13 en tenien dues, 26 en tenien tres, 53 en tenien quatre i 81 en tenien cinc o més. 153 habitatges disposaven pel capbaix d'una plaça de pàrquing. A 99 habitatges hi havia un automòbil i a 55 n'hi havia dos o més.

### Piràmide de població
La piràmide de població per edats i sexe el 2009 era:
| Homes | Edats   | Dones |
| ----- | ------- | ----- |
| 0     | 95 o +  | 0     |
| 8     | 90 a 94 | 0     |
| 4     | 85 a 89 | 12    |
| 0     | 80 a 84 | 0     |
| 0     | 75 a 79 | 24    |
| 24    | 70 a 74 | 20    |
| 16    | 65 a 69 | 12    |
| 12    | 60 a 64 | 12    |
| 4     | 55 a 59 | 0     |
| 12    | 50 a 54 | 16    |
| 8     | 45 a 49 | 8     |
| 16    | 40 a 44 | 8     |
| 12    | 35 a 39 | 4     |
| 8     | 30 a 34 | 20    |
| 16    | 25 a 29 | 4     |
| 4     | 20 a 24 | 0     |
| 16    | 15 a 19 | 16    |
| 12    | 10 a 14 | 0     |
| 8     | 5 a 9   | 8     |
| 0     | 0 a 4   | 12    |

## Economia
El 2007 la població en edat de treballar era de 221 persones, 160 eren actives i 61 eren inactives. De les 160 persones actives 153 estaven ocupades (85 homes i 68 dones) i 7 estaven aturades (5 homes i 2 dones). De les 61 persones inactives 39 estaven jubilades, 10 estaven estudiant i 12 estaven classificades com a «altres inactius».

### Ingressos
El 2009 a Couesmes-Vaucé hi havia 173 unitats fiscals que integraven 384 persones, la mediana anual d'ingressos fiscals per persona era de 12.216 €.

### Activitats econòmiques
Dels 16 establiments que hi havia el 2007, 1 era d'una empresa de fabricació d'altres productes industrials, 3 d'empreses de construcció, 5 d'empreses de comerç i reparació d'automòbils, 2 d'empreses d'hostatgeria i restauració, 1 d'una empresa d'informació i comunicació, 1 d'una empresa immobiliària, 1 d'una empresa de serveis i 2 d'empreses classificades com a «altres activitats de serveis».
Dels 8 establiments de servei als particulars que hi havia el 2009, 2 eren tallers de reparació d'automòbils i de material agrícola, 1 guixaire pintor, 1 fusteria, 1 electricista, 1 perruqueria, 1 restaurant i 1 agència immobiliària.
L'únic establiment comercial que hi havia el 2009 era una botiga de menys de 120 m².
L'any 2000 a Couesmes-Vaucé hi havia 48 explotacions agrícoles que ocupaven un total de 1.593 hectàrees.

## Equipaments sanitaris i escolars
El 2009 hi havia una escola elemental integrada dins d'un grup escolar amb les comunes properes formant una escola dispersa.

## Poblacions més properes
El següent diagrama mostra les poblacions més properes.